# Division No 19 (Manitoba)
Pour les articles homonymes, voir Division No 19.
La division No 19 est une des divisions de recensement du Manitoba (Canada).